# Kenny Jönsson
Kenny Per Anders Jönsson (født 6. oktober 1974 i Ängelholm, Sverige) er en svensk tidligere ishockeyspiller, og dobbelt olympisk guldvinder med Sveriges landshold.
Jönsson spillede på klubplan blandt andet i hjemlandet hos Rögle BK, samt i den nordamerikanske NHL-liga, hvor han repræsenterede Toronto Maple Leafs og New York Islanders.
Med det svenske landshold vandt Jönsson guld ved både OL 1994 i Lillehammer og OL 2006 i Torino, ligesom det blev til guld ved VM 2006 i Letland.
Jönsson er bror til en anden svensk ishockeyprofil, Jörgen Jönsson.

## OL-medaljer
- 1994:  Guld
- 2006:  Guld

## VM-medaljer
- 2006:  Guld
- 1994:  Bronze
- 2009:  Bronze